# Bronchocela danieli
Bronchocela danieli là một loài thằn lằn trong họ Agamidae. Loài này được Tiwari & Biswas mô tả khoa học đầu tiên năm 1973.